# عباس‌آباد فلاح
عباس‌آباد فلاح، روستایی از توابع بخش نوق شهرستان رفسنجان در استان کرمان ایران است.

## جمعیت
این روستا در دهستان بهرمان قرار دارد و براساس سرشماری مرکز آمار ایران در سال ۱۳۸۵، جمعیت آن ۶۹ نفر (۱۶خانوار) بوده‌است.